# Ernst Haas (Unternehmer)
Wilhelm Ernst Haas (* 10. Juli 1784 in Dillenburg; † 7. Dezember 1864 ebenda) war ein deutscher Tabakfabrikant und Besitzer der Neuhoffnungshütte im hessischen Sinn.

## Leben
Ernst Haas wurde als Sohn des Tabakfabrikanten Johann Daniel Haas (1731–1798) und dessen Ehefrau Sarah Ernst (1748–1806) geboren.
Im elterlichen Unternehmen erhielt er eine kaufmännische Ausbildung und übernahm nach dem Tod seines Vaters zusammen mit seinen Brüdern Johann Daniel und Philipp Ludwig die Führung des Betriebes.
1813 trennte er sich von dem Unternehmen
und wurde selbständiger Weinhändler und Tabakfabrikant. Bald engagierte er sich im Eisenhüttenwesen und kaufte 1822 gemeinsam mit Ludwig August Göbel die Burger Hütte, die dann den Namen „Göbel & Haas“ führte.
1831 wurde er Pächter des Herzoglich Nassauischen Eisenhammers in Niederscheld.

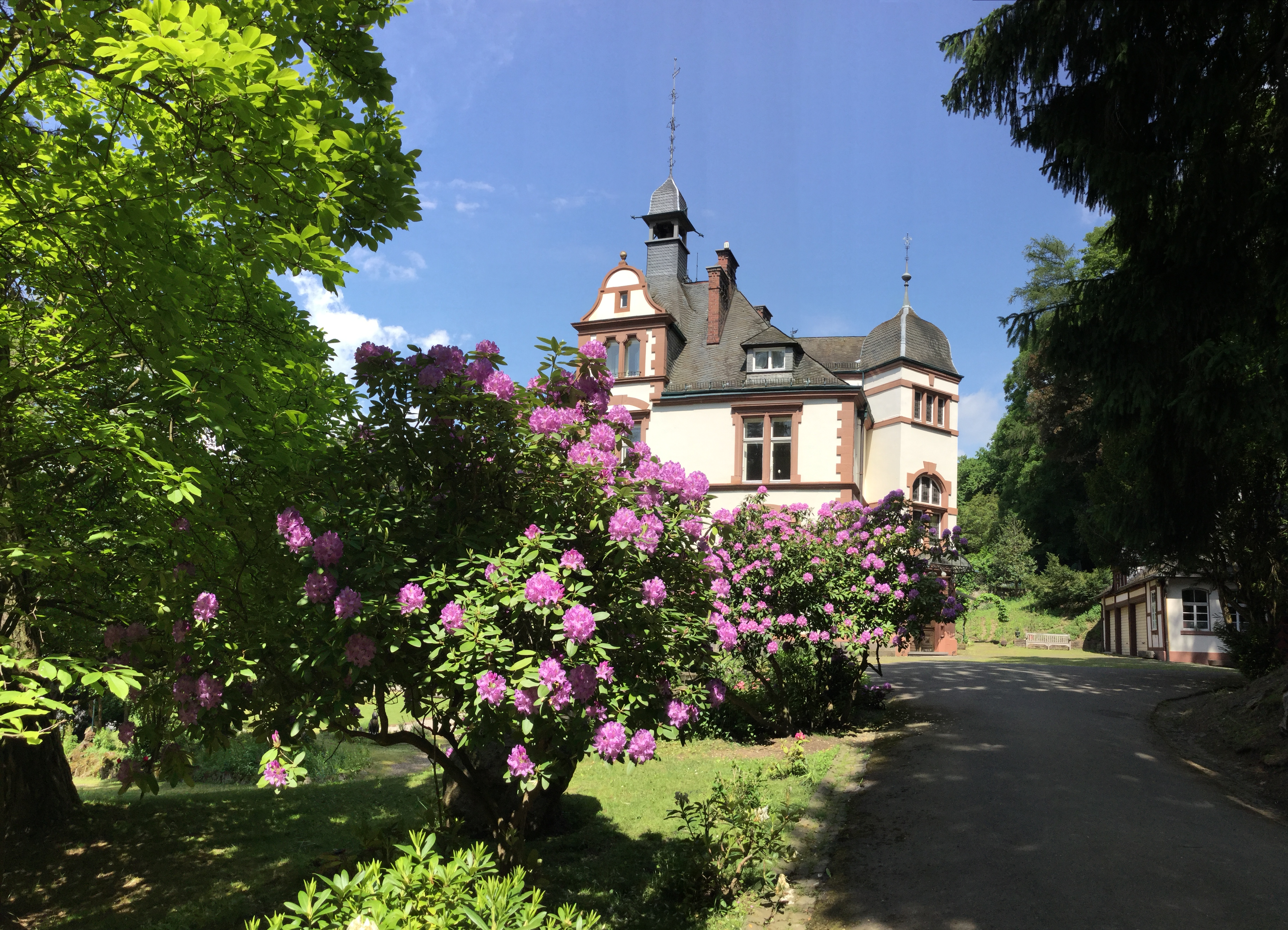
Villa Haas in Sinn, vom Enkelsohn Rudolf Haas errichtet

1832 gründete er mit zwei weiteren Geschäftspartnern das Tabakfabrikationsgeschäft „W. Ernst Haas & Co“ und kaufte am 26. Mai 1854  zusammen mit seinem Sohn Friedrich Wilhelm Ernst (1815–1865) und dessen Ehefrau Magdalene von der Familie Treupel die Neuhoffnungshütte in Sinn. Der Kaufpreis lag bei 185.500 nassauische Gulden, zu damaliger Zeit eine beachtliche Summe. Haas kaufte weitere Gruben und besaß schließlich 168 Grubenfelder.  Kernbetrieb war anfangs  die Eisengießerei, die hochwertige Ofenproduktion rückte später in  den Mittelpunkt des Geschäftsbetriebs.
Nach seinem Tod wurde die Tabakfabrik an die Firma Joh. Daniel. Haas verkauft.
Die Neuhoffnungshütte blieb im Familienbesitz, da seine Schwiegertochter Magdalene (1821–1896) in ihrem Testament aus dem Jahr 1894 verfügt hatte, dass  das gesamte Betriebsvermögen auf ihre Kinder übergehen soll.
Der Enkelsohn Rudolf (1843–1916) führte das Unternehmen weiter.